# 中国驻亚美尼亚大使馆
中华人民共和国驻亚美尼亚共和国大使馆，简称中国驻亚美尼亚大使馆，是中华人民共和国驻亚美尼亚的外交代表机构，位于埃里温市伊萨科夫大街17/4号（17/4 Admiral Isakov Ave, Yerevan）。

## 机构设置
中国驻亚美尼亚大使馆设置下列机构：
- 政治处
- 领事部
- 武官处
- 经商处